# Vénus accroupie

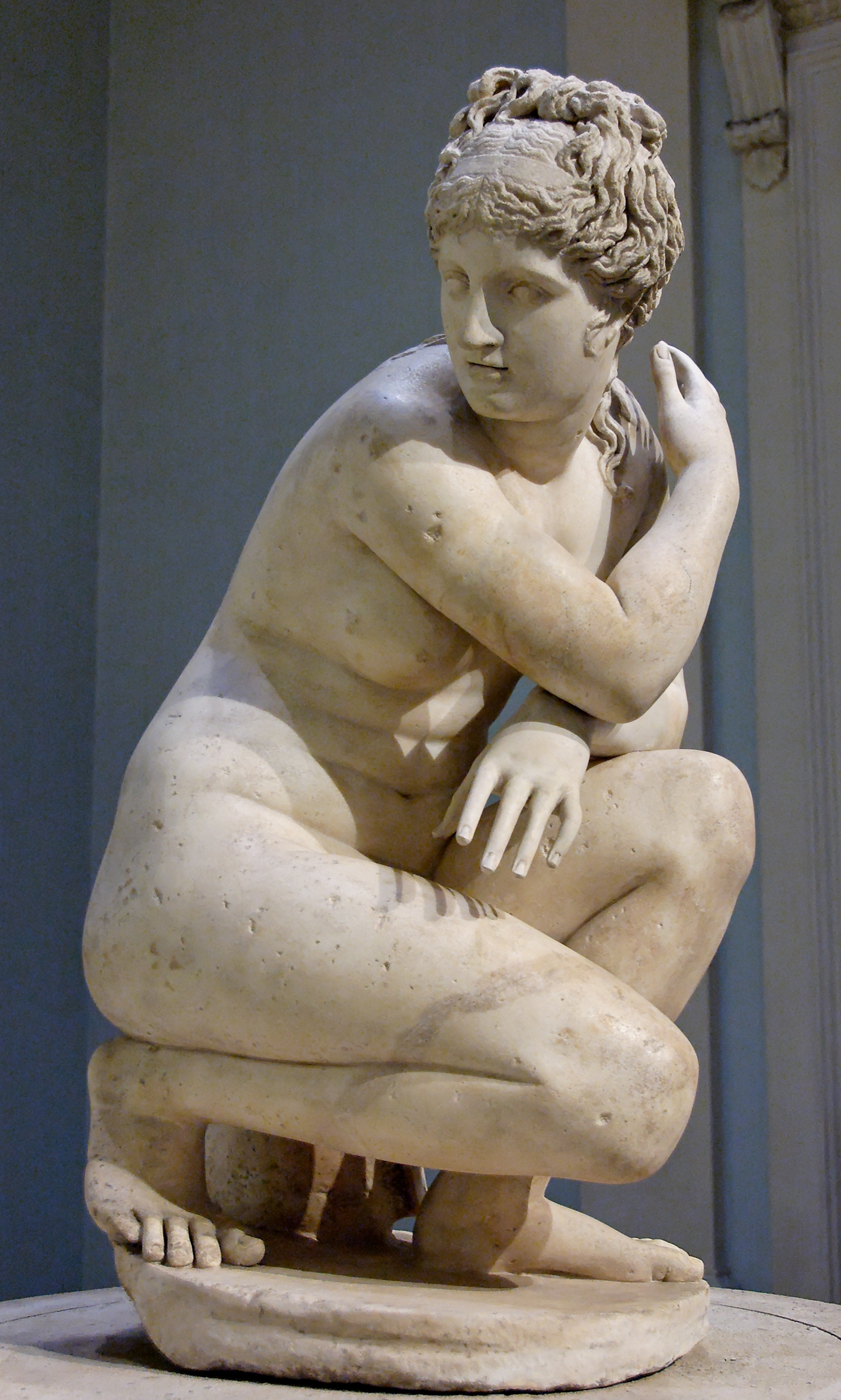
La Vénus de Lely a appartenu au peintre Sir Peter Lely (collection royale, prêt au British Museum).

La Vénus accroupie est un modèle hellénistique de Vénus surprise dans son bain. Elle est accroupie, le genou droit près du sol, la tête tournée vers la droite et, dans la plupart des versions, elle tend son bras droit vers l'épaule gauche pour couvrir ses seins. À en juger par le nombre d'exemplaires mis au jour sur des sites romains en Italie et en France, cette variante de Vénus semble avoir été populaire,.
Plusieurs exemples de Vénus accroupie conservés dans des collections importantes ont influencé les sculpteurs modernes comme Giambologna et ont été dessinés par des artistes comme Martin Heemskerck, qui a réalisé un dessin de la Vénus accroupie de Farnèse qui se trouve aujourd'hui à Naples,.